# الابل، سارانگانی
الابل، سارانگانی (به لاتین: Alabel, Sarangani) یک سکونتگاه مسکونی در فیلیپین است که در سارانگانی واقع شده‌است.

## خصوصیات
الابل ۴۹۵٫۷۰ کیلومترمربع مساحت و ۷۱٬۸۷۲ نفر جمعیت دارد.